# Stefan Mugoša
Stefan Mugoša (Podgorica, RFS de Yugoslavia, 26 de febrero de 1992) es un futbolista montenegrino que juega de delantero en el Incheon United F. C. de la K League 2.

## Selección nacional
Es internacional con la selección de fútbol de Montenegro. Fue internacional sub-19 y sub-21 antes de convertirse en internacional absoluto, el 8 de junio de 2015, en un amistoso frente a la selección de fútbol de Dinamarca.
El 26 de marzo de 2017 marcó su primer gol con la selección, en un partido de clasificación para la Copa Mundial de Fútbol de 2018 frente a la selección de fútbol de Polonia.

## Clubes
| Club                          | País          | Año       |
| ----------------------------- | ------------- | --------- |
| F. K. Budućnost               | Montenegro    | 2009-2013 |
| Mladost Podgorica             | Montenegro    | 2013-2014 |
| 1. F. C. Kaiserslautern       | Alemania      | 2014-2015 |
| F. C. Erzgebirge Aue (cedido) | Alemania      | 2015      |
| TSV 1860 Múnich               | Alemania      | 2015-2017 |
| Karlsruher SC (cedido)        | Alemania      | 2017      |
| F. C. Sheriff Tiraspol        | Moldavia      | 2017      |
| Incheon United F. C.          | Corea del Sur | 2018-2022 |
| Vissel Kobe                   | Japón         | 2022-2023 |
| Incheon United F. C.          | Corea del Sur | 2023-act. |

## Palmarés

### Títulos nacionales
| Título                         | Club                   | País       | Año  |
| ------------------------------ | ---------------------- | ---------- | ---- |
| Primera División de Montenegro | F. K. Budućnost        | Montenegro | 2012 |
| Copa de Montenegro             | F. K. Budućnost        | Montenegro | 2012 |
| Superliga de Moldavia          | F. C. Sheriff Tiraspol | Moldavia   | 2017 |

### Distinciones individuales
| Distinción                       | Año  |
| -------------------------------- | ---- |
| Futbolista del año en Montenegro | 2019 |